# Orthocladius lunzensis
Orthocladius lunzensis is een muggensoort uit de familie van de dansmuggen (Chironomidae). De wetenschappelijke naam van de soort is voor het eerst geldig gepubliceerd in 2001 door Dettinger-Klemm.